# Promachus xanthostoma
Promachus xanthostoma är en tvåvingeart som beskrevs av Wulp 1872. Promachus xanthostoma ingår i släktet Promachus och familjen rovflugor. Inga underarter finns listade i Catalogue of Life.